# Chikushi-gun

Landkreis Chikushi in der Präfektur Fukuoka 1982–2018

Chikushi (jap. 筑紫郡, -gun) war von 1896 bis 2018 ein Landkreis der japanischen Präfektur Fukuoka.
Zum 1. Oktober 2017 hatte er 50.186 Einwohner auf einer Fläche von 74,99 km². Die seit 1982 letzte Gemeinde im Kreis war Nakagawa, das zum 1. Oktober 2018 kreisfrei wurde, womit der Kreis Chikushi erlosch.
Der Kreis entstand 1896 durch den Zusammenschluss der Landkreise Naka (那珂), Mushiroda (席田) und Mikasa (御笠) der Präfektur Fukuoka/Provinz Chikuzen. Anfangs umfasste er zwei Städte und 20 Dörfer. Im 20. Jahrhundert ging der Großteil des Gebiets von Chikushi in den kreisfreien Städten (-shi) Fukuoka, Kasuga, Ōnojō und Dazaifu auf.

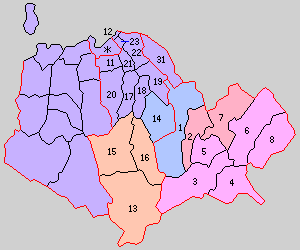
Nummeriert: Gemeinden der drei Vorläuferlandkreise nach der Einführung der heutigen Gemeindeformen 1889, die Kreisverwaltung befand sich im 1. Dorf Ōno (大野村, Ōno-mura, heute Ōno-jō-shi/„Stadt Burg Ōno“). *: die bereits seit 1878 als Stadtkreis Fukuoka (Fukuoka-ku) vom Landkreis Naka getrennte neue kreisfreie Stadt Fukuoka (Fukuoka-shi). In Flächenfarben: heutige Gemeinden bzw. in blau: seit 1889 unveränderte Gemeindegebiete.